# Bandera de Las Rozas de Valdearroyo
La bandera de Las Rozas de Valdearroyo es uno de los símbolos del municipio español de Las Rozas de Valdearroyo (Cantabria), junto a su escudo. Es de paño rectangular, de proporciones no indicadas, compuesta por cinco franjas horizontales de igual anchura, tres azules y dos blancas intercaladas entre sí.
La bandera fue adoptada en sesión plenaria ordinaria celebrada por el ayuntamiento el día 28 de septiembre de 2001 siendo autorizada por el Consejo de Gobierno de Cantabria el día 16 de enero de 2003, previo informe favorable emitido por la Real Academia de la Historia el día 22 de noviembre de 2002.